# Sluderno
Sluderno, németül: Schluderns, rétoromán nyelven Schludern, település Olaszországban, Bolzano autonóm megyében. Lakosainak száma 1837 fő (2023. január 1.). Sluderno Glorenza, Lasa (Dél-Tirol), Prato allo Stelvio és Malles Venosta községekkel határos.

## Népesség
A település népességének változása:
| Lakosok száma | 1840 | 1813 | 1820 | 1837 |
|               | 2008 | 2017 | 2018 | 2023 |

## Közlekedés
Vannak Vinschgerbahn vasútállomások a falu központja közelében és Spondinigben.

## Képek

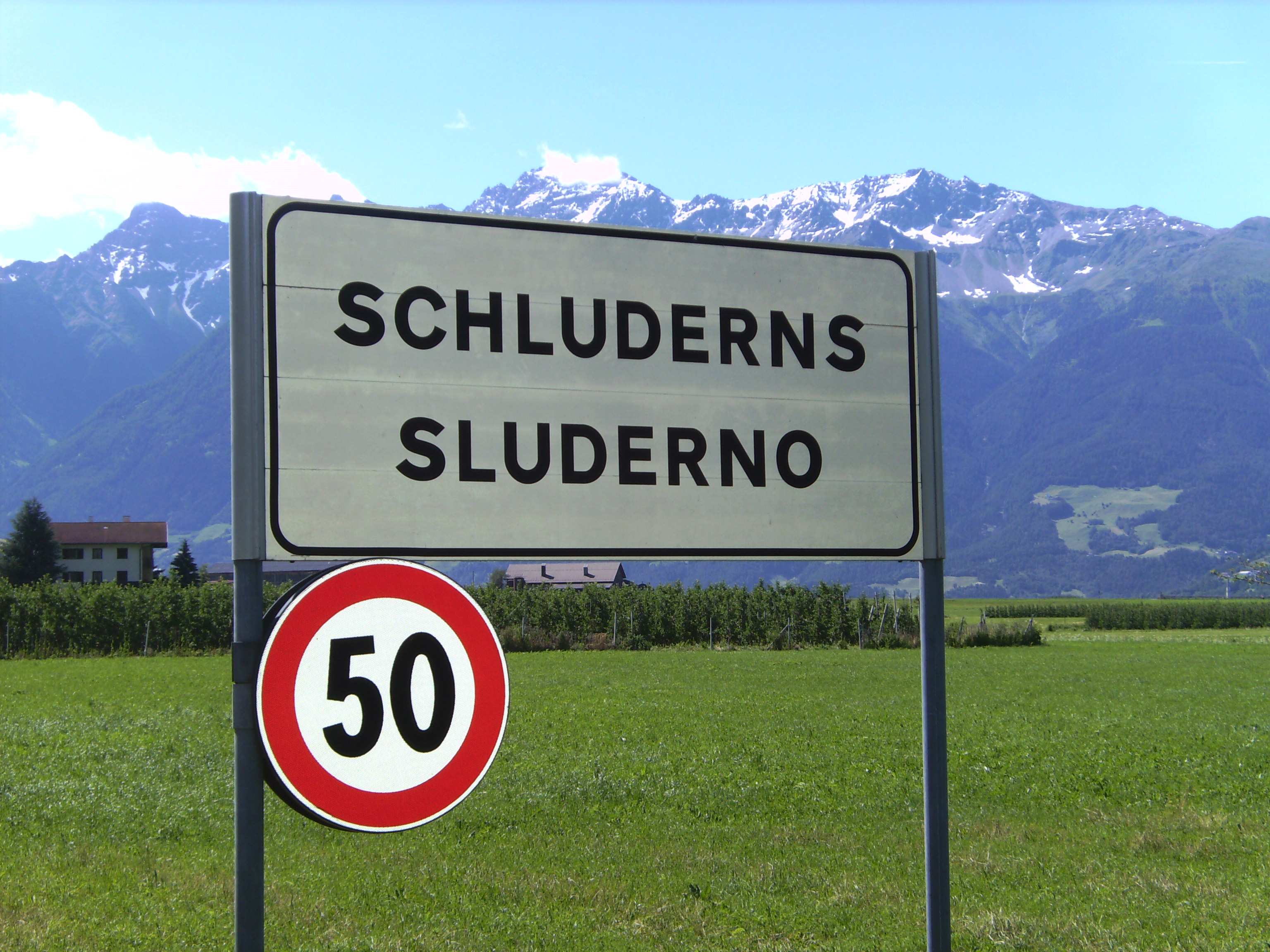
Schluderns
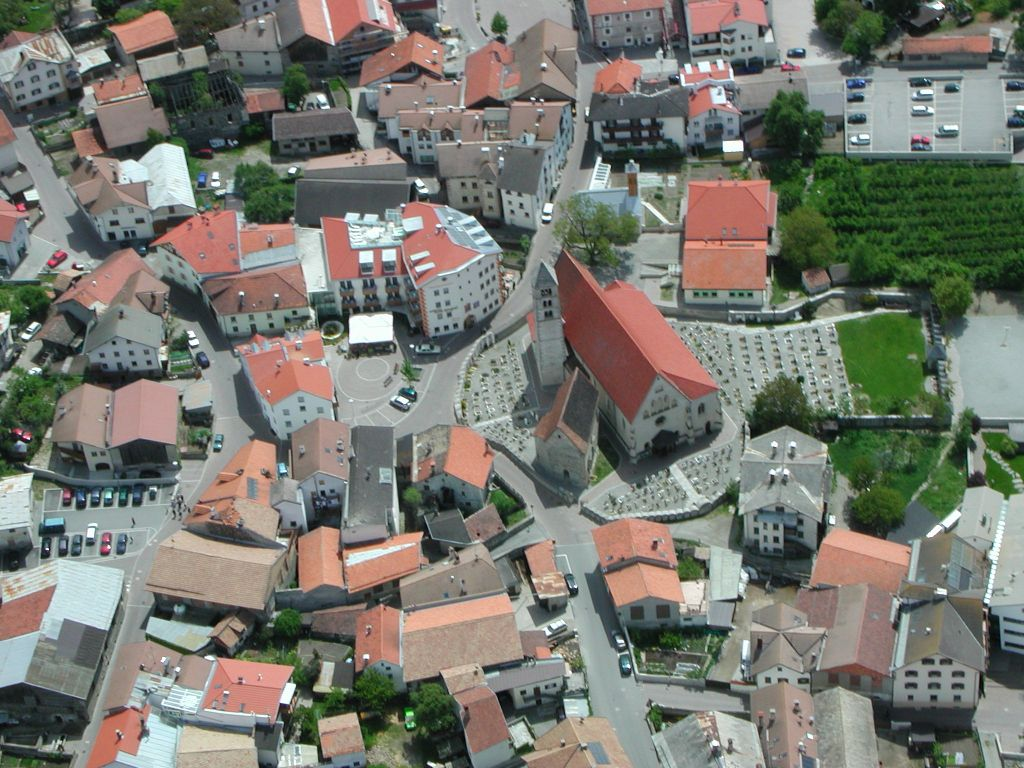
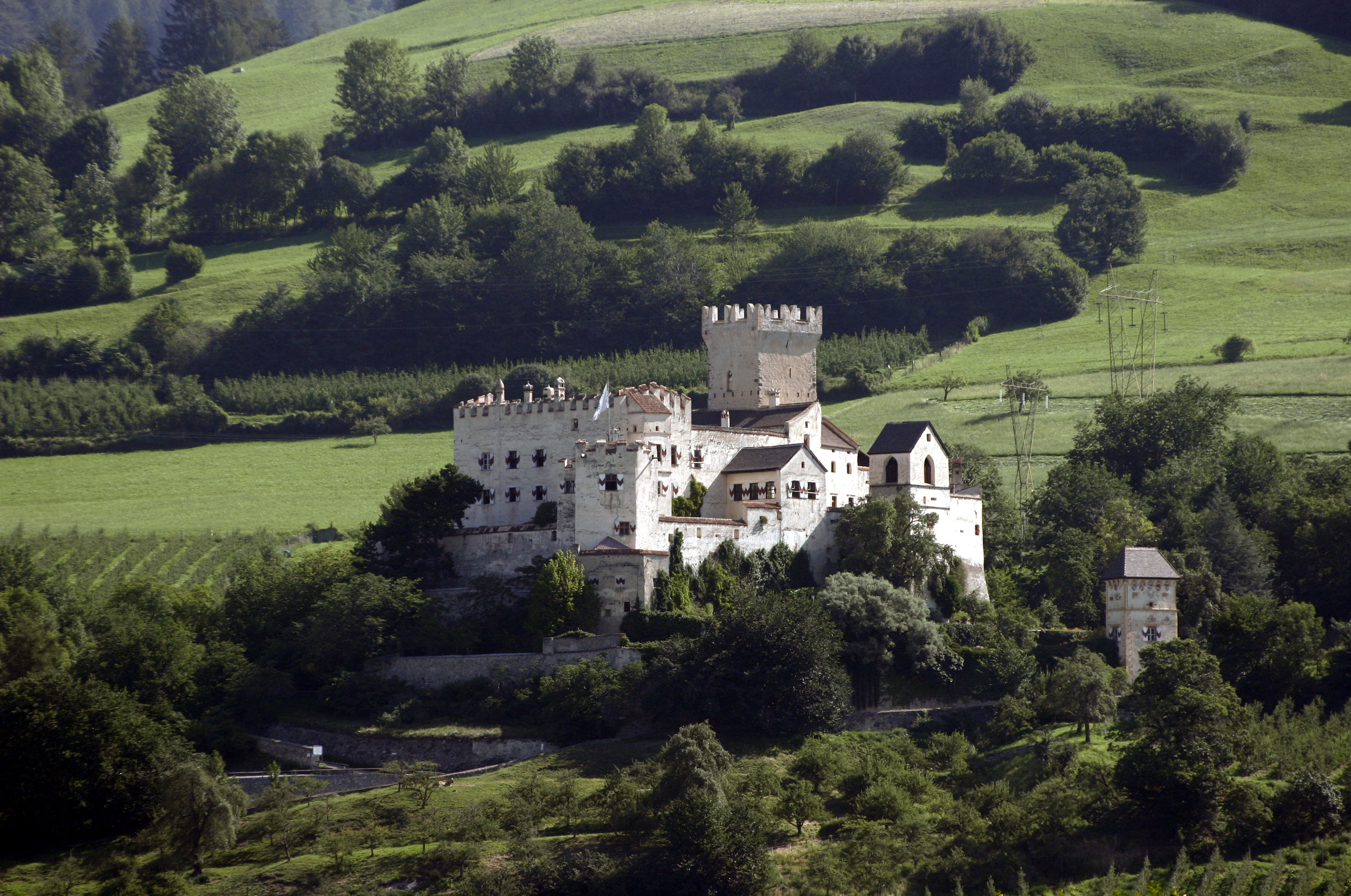
A Churburg
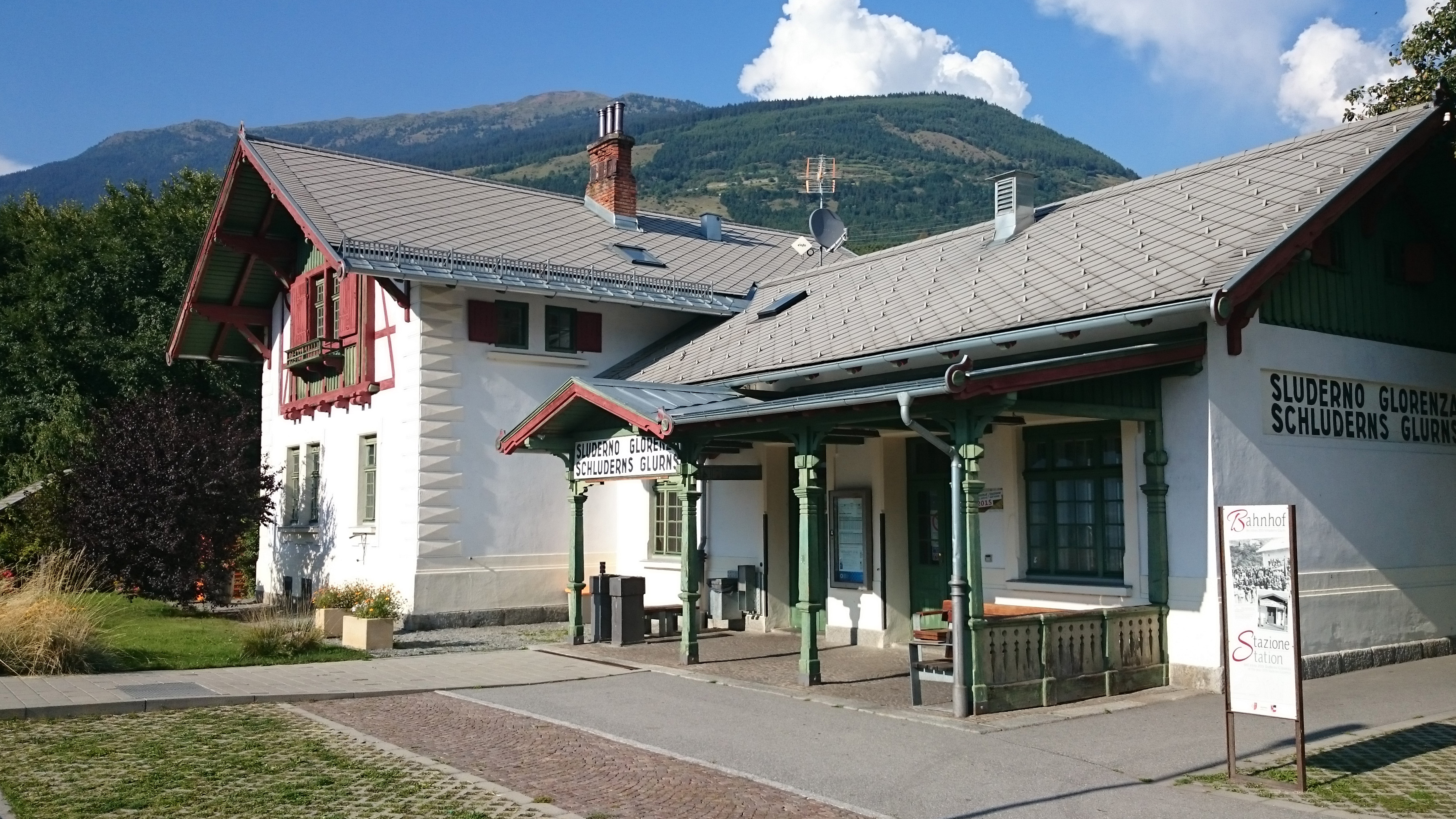
Az állomás
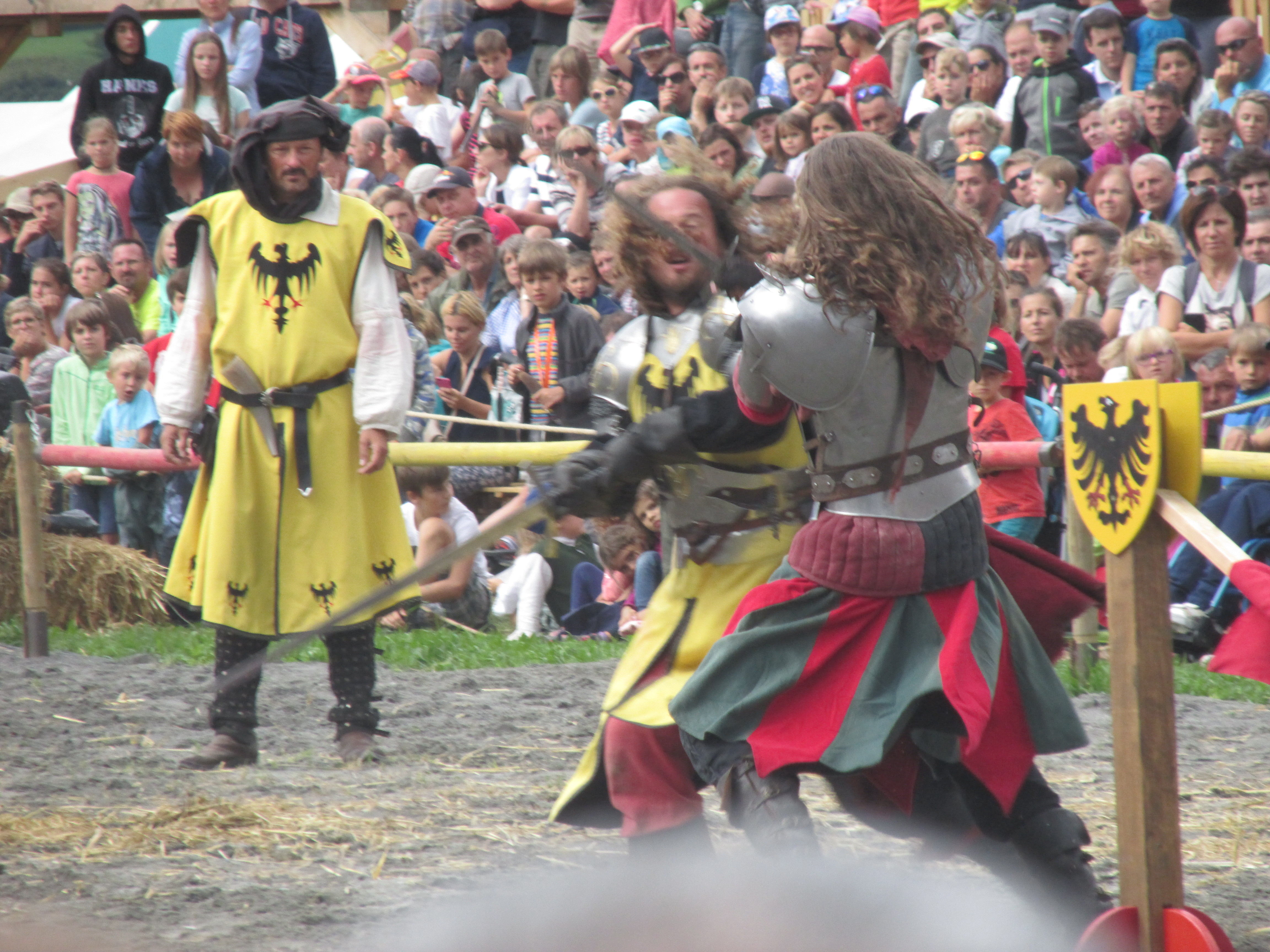
Dél-tiroli lovagjátékok
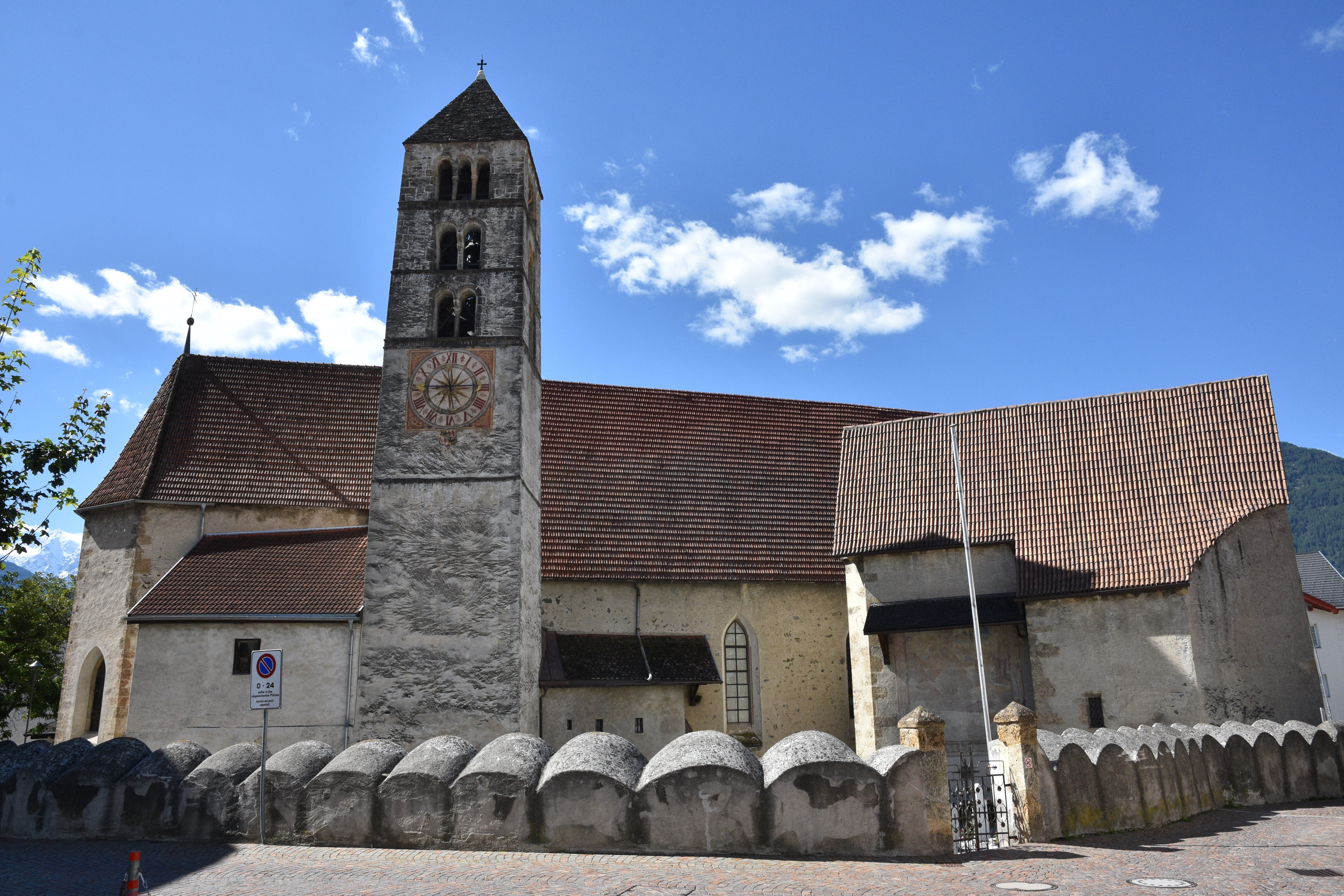
A St. Katharina templom